# آلا حسین
آلا حسین (زاده ۱۰ ژانویه 1980)، هنرپیشه عراقی است. او در بغداد متولد شد و دارای دیپلم هنرهای زیبا در شاخه طراحی و همچنین مدرک لیسانس تئاتر در شاخه بازیگری از آکادمی هنرهای زیبای دانشگاه بغداد در سال ۲۰۰۵ است او با وجود شرایط سخت در عراق اقدامت داشت. در سال ۲۰۰۳ با بازیگر عراقی سعد مجید ازدواج کرد ولی بعد از مدتی طلاق گرفت و فرزندی ندارد.